# 전설 원순 중고모음
전설 원순 중고모음(前舌 圓脣 中高母音) 또는 전설 원순 중폐모음(前舌 圓脣 中閉母音)은 모음의 하나이다. 국제 음성 기호로 ø와 같이 쓰는데, 이 글자는 덴마크어, 페로어, 노르웨이어에서 이 발음을 기록할 때 쓰는 글자를 빌려온 것이다.
- 이 모음은 혀의 위치를 앞으로 해서 발음하는 전설모음이다.
- 이 모음은 입술을 둥글게 해서 발음하는 원순모음이다.
- 이 모음은 혀의 위치를 고모음과 중모음 위치의 가운데로 해서 발음하는 중고모음이다.

## 예
| 언어          | 철자    | 발음    | 뜻           |
| 덴마크어      | købe    | [køːbə] | '사다'       |
| 독일어        | schön   | [ʃøːn]  | '아름다운'   |
| 남부 쿠르드어 | سۆر/sör | [søːɾ]  | '결혼(식)'   |
| 튀르키예어    | göz     | [ɡʲøz]  | '눈'         |
| 프랑스어      | peu     | [pø]    | '적은'       |
| 핀란드어      | rölli   | [rølli] | '풀', '잡초' |
| 헝가리어      | nő      | [nøː]   | '여자'       |